# Аллікотса
А́ллікотса (ест. Allikotsa küla) — село в Естонії, у волості Ляене-Ніґула повіту Ляенемаа.

## Населення
Чисельність населення на 31 грудня 2011 року становила 14 осіб.

## Географія
Південніше села пролягає русло річки Казарі. Через Аллікотса тече струмок Кійзаоя (Kiisaoja).
Поблизу села проходить автошлях 31 (Хаапсалу — Лайкюла).

## Історія
З 1998 року село відновлено як окремий населений пункт.
До 21 жовтня 2017 року село входило до складу волості Мартна.